# Villa Sainte-Marie (Paris)
Pour les articles homonymes, voir Villa Sainte-Marie.
La villa Sainte-Marie est une voie du 20e arrondissement de Paris, en France.

## Situation et accès
La villa Sainte-Marie est une voie située dans le 20e arrondissement de Paris. Elle débute au 9, place de l'Adjudant-Vincenot et 97, boulevard Mortier et se termine en impasse.

## Origine du nom
L'origine du nom de cette voie n'est indiquée dans aucun des ouvrages consultés.

## Historique
Cette voie est ouverte sous sa dénomination actuelle vers 1907. Raccordée à l'assainissement collectif par un arrêté du 22 juillet 1932, elle est ensuite ouverte à la circulation publique par un arrêté du 23 juin 1959.